# Права ЛГБТ в Бельгии
Права лесбиянок, геев, бисексуалов, трансгендеров (ЛГБТ) в Бельгии считаются одними из самых прогрессивных в Европе и в мире. В 2021 году ILGA-Europe поставила Бельгию на второе место в Европейском союзе по защите прав ЛГБТ после Мальты.
Однополые сексуальные отношения были легализованы в 1795 году с равным возрастом сексуального согласия, за исключением периода с 1965 по 1985 год. После предоставления однополым парам пособий на домашнее партнерство в 2000 году Бельгия стала второй страной в мире, которая легализовала однополые браки в 2003 году. Однополое усыновление было полностью легализовано в 2006 году на тех же условиях, что и усыновление для разнополых пар, и лесбийские пары также могут получить доступ к ЭКО. Защита от дискриминации по признаку сексуальной ориентации при приеме на работу, жилье, а также в общественных и частных помещениях была принята в 2003 году, а в отношении гендерной идентичности и самовыражения — в 2014 году. Трансгендерам разрешено менять свой юридический пол с 2007 года, хотя при определенных обстоятельствах эти меры были отменены в 2018 году.
Бельгию часто называют одной из самых дружественных к геям стран в мире, причем недавние опросы показывают, что большинство бельгийцев поддерживают однополые браки и право усыновления. Предыдущий премьер-министр Бельгии Элио Ди Рупо является открытым геем и был одним из немногих глав государств в мире, идентифицировавших себя среди ЛГБТ. Паскаль Смет, бывший министр образования Фландрии (в правительстве Петерса II) и нынешний министр мобильности Брюсселя, также является открытым геем. С назначением Петры де Суттер (из партии Зелёные) министром государственной службы в 2020 году Бельгия стала одной из первых стран в мире, где должность министра в правительстве занимает открыто транссексуальная женщина.

## Однополые сексуальные отношения и закон
Однополые сексуальные отношения разрешены с 1795 года (когда страна была под владением Франции). Статья 372 УК устанавливает 16 лет возрастом согласия вне зависимости от сексуальной ориентации и гендерной идентичности. В 1965 году к статье 372 была принята поправка 372bis, устанавливающая возраст согласия для гомосексуалов на уровне 18 лет, но она была отменена в 1985 году.

## Однополые браки
Бельгия стала второй страной после Нидерландов, легализовавшей в 2003 году. Однополые пары имеют те же права, что и разнополые.

## Усыновление и семья
Однополые пары имеют те же права, что и пары противоположного пола, при усыновлении детей с 2006 года. Кроме того, лесбийские пары могут получить доступ к ЭКО.
Правовое неравенство по сравнению с гетеросексуальными парами все еще существовало в отношении детей: муж биологической матери автоматически признавался отцом по закону (статья 135 Гражданского кодекса), но в однополой паре это не так для жены матери. Чтобы быть признанной в качестве матери, она должна была завершить процедуру усыновления. На это приходится значительное большинство случаев усыновления/удочерения в Бельгии. Правительство Ди Рупо обещало исправить это, и в 2014 году, когда Нидерланды недавно приняли аналогичное законодательство, ЛГБТ-организации оказали давление на правительство по поводу его обещания. Впоследствии законодатели работали над согласованием решения. Законопроект, регулирующий это неравенство, был одобрен Сенатом 3 апреля 2014 года 48 голосами - "за" и 2 голосами - "против" (при одном воздержавшемся), а Палатой представителей 23 апреля - 114 голосами - "за" и 10 голосами - "против" (при одном воздержавшемся). Законопроект получил королевское одобрение 5 мая и вступил в силу 1 января 2015 года.
Как правило, закон об усыновлении регулируется на федеральном уровне, тогда как процедура усыновления регулируется правительствами сообществ. В период с 2006 по 2014 год 56 однополых пар мужчин и две однополые пары женского пола усыновили ребенка внутри страны во Фламандском регионе (Фландрия). За тот же период 12 детей были усыновлены внутри страны во Французском сообществе, в результате чего в Бельгии за этот период было усыновлено в общей сложности 70 детей ЛГБТ-парами.

## Служба в армии
ЛГБТ могут служить в армии без ограничений.

## Антидискриминационные законы и преступления на почве ненависти

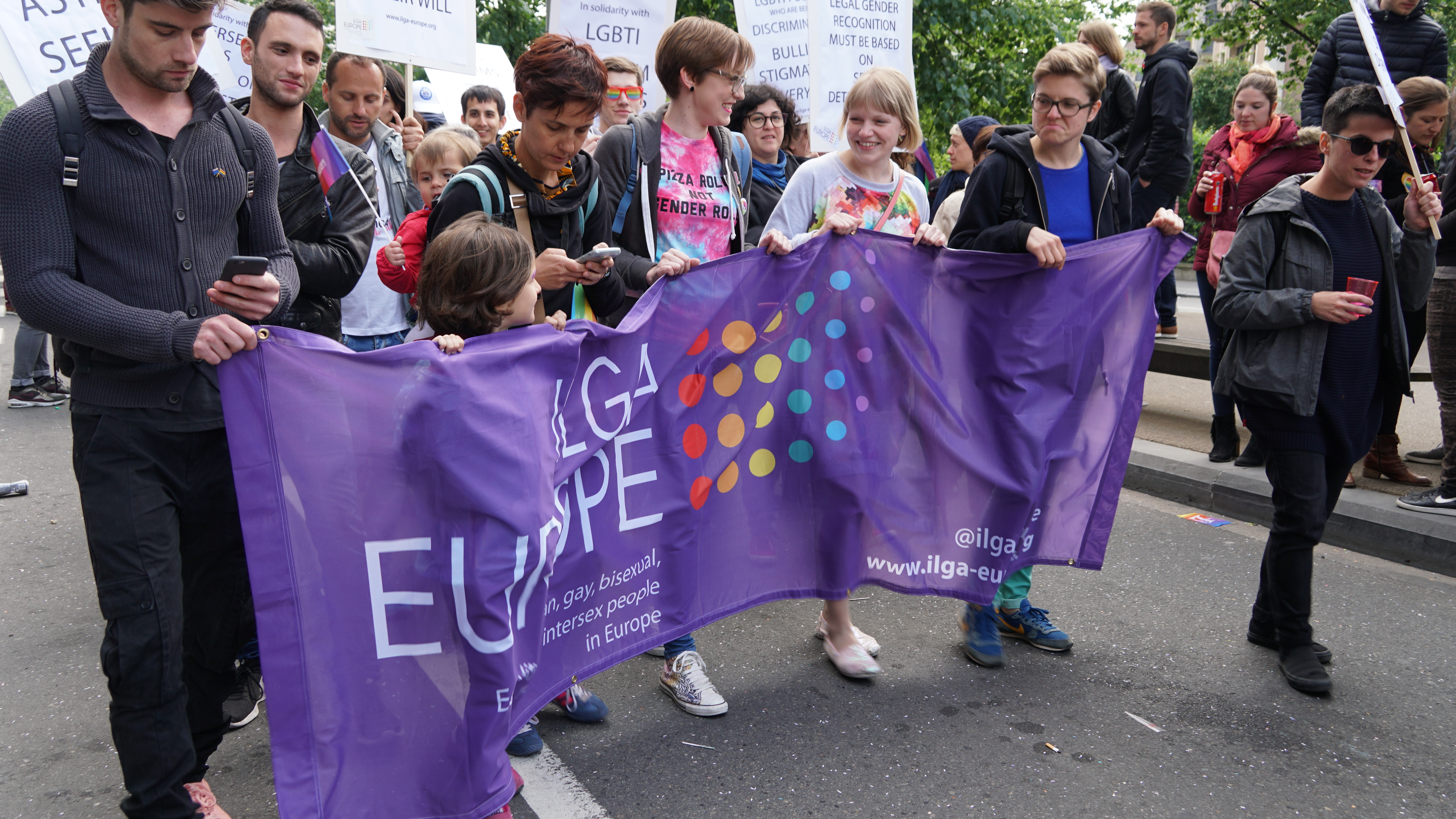
ILGA-Europe на бельгийском гей-параде 2018 года в г. Брюссель

Антидискриминационный закон от 25 февраля 2003 года включал в себя защиту от дискриминации по признаку пола и сексуальной ориентации. Усовершенствован в 2007.
Вышеуказанные законы также устанавливают наказание за преступления на почве ненависти, среди которых преступления по признаку пола и сексуальной ориентации.
9 ноября 2013 года Федеральное правительство приняло поправку к антидискриминационному закону, которая включает в себя выражение гендерной идентичности. Данная поправка была одобрена федеральным парламентом и получила одобрение короля 22 мая 2014.
22 декабря 2014 года суд присяжных в Льеже признал виновными четверых лиц, виновных в убийстве Ихсана Жафри по мотиву гомофобии. Этот случай стал первым в Бельгии официально признанным преступлением на почве ненависти по мотиву сексуальной ориентации.
В мае 2018 года Центр равных возможностей и противодействия расизму сообщил, что в 2018 году им было рассмотрено 125 случаев гомофобной дискриминации, что на 38 % больше, чем за последние пять лет. Это включало 17 физических нападений, 42 публичных гомофобных оскорбления, 17 случаев дискриминации в жилищном секторе, Исследование, опубликованное в мае 2019 года по заказу государственного секретаря по вопросам равных возможностей Бьянки Дебаец, установило, что 90 % ЛГБТ в Брюсселе стали жертвами словесных или психологических домогательств, при этом треть из них заявили, что подвергались физическому насилию.

## Права трансгендеров
Закон о транссексуальности от 10 мая 2007 года предоставляет бельгийцам право изменять их юридический пол. До этого смена пола была возможна только по решению суда. В период с 2002 по 2012 год среднегодовой показатель составлял 31 мужчина и 14 женщин, которые официально изменили свой юридический пол, причем этот показатель увеличился после вступления в силу закона 2007 года. Условия решения включали то, что человек имеет «постоянное и необратимое внутреннее убеждение в принадлежности к полу, противоположному тому, который указан в свидетельстве о рождении», и что «физическое тело адаптировано к противоположному полу, насколько это возможно и оправдано с медицинской точки зрения», что означает, что заявители должны были пройти стерилизацию и операцию по смене пола.
Планы по внесению поправок в закон с целью отмены этих требований были объявлены правительством Мишеля в 2015 году, которые были приняты Палатой представителей (и подписаны королем Филиппом) в 2017 году и вступили в силу 1 января 2018 года. Вскоре после того, как закон вступил в силу в январе 2018 года, правозащитные организации ЛГБТ обжаловали его в Конституционном суде Бельгии, утверждая, что бинарный выбор (мужской или женский) и возможность сменить пол только один раз остаются дискриминационными условиями. В июне 2019 года Конституционный суд постановил, что закон является неконституционным и поэтому должен быть изменен. В настоящее время изменить пол в удостоверении личности можно только с мужского на женский или наоборот, но, по мнению суда, небинарные лица исключены из этого правила. Суд постановил, что должен быть доступен вариант пола «Х». Конституционный суд обратился к Федеральному парламенту Бельгии с просьбой разработать механизм, соответствующий постановлению, будь то «создание одной или нескольких дополнительных категорий» или исключение пола из обязательной регистрации. Правительство Де Кро согласилось внести поправки в действующий закон. В их коалиционном соглашении от 2020 года говорится, что «в законодательство будут внесены поправки в соответствии с постановлением Конституционного суда. Дальнейшие последствия этого будут изучены».
Чтобы изменить законный пол, взрослый человек должен подать заявление с заявлением о том, что его юридический пол не соответствует его гендерной идентичности. Никакого хирургического вмешательства или другого медицинского или психологического лечения или заключения не требуется. После подачи заявки лицо, подающее заявку, будет проинформировано о юридических последствиях запрошенного изменения. Заявитель должен возобновить свое намерение изменить свой юридический пол в течение трех месяцев после подачи заявления и заявить, что он осведомлен о юридических последствиях такого изменения. Несовершеннолетние в возрасте от 12 до 16 лет могут изменить свое имя, но не пол. Несовершеннолетние в возрасте 16 и 17 лет имеют возможность подать заявление о смене пола с согласия родителей и психологического заключения, подтверждающего, что их решение было принято свободно и без какого-либо давления извне.
Согласно Национальному реестру, 727 трансгендерных бельгийцев изменили свой юридический пол в соответствии с новым законом в 2018 году.
Многие бельгийские больницы, в том числе Университетская больница Гента, известны своей специализацией в хирургии смены пола. Многие французские трансгендеры посещают такие больницы в Бельгии из-за отсутствия больниц с нужной специализацией во Франции.

## Права интерсексуалов
Младенцы-интерсексуалы в Бельгии могут подвергнуться медицинскому вмешательству, чтобы изменить их половые характеристики. Правозащитные группы все чаще считают эти операции ненужными и, по их мнению, должны проводиться только в том случае, если заявитель дает согласие на операцию. В феврале 2019 года Комитет ООН по правам ребенка рекомендовал Бельгии запретить эти операции и предоставлять интерсексуальным младенцам и их родителям консультации и поддержку.
Первая интерсекс-организация во Фландрии, Intersekse Vlaanderen, была официально зарегистрирована в августе 2019 года.

## Здоровье и сдача крови
В Бельгии, как и во многих других странах, мужчинам, практикующим секс с мужчинами, ранее не разрешалось сдавать кровь. В 2017 году общий запрет был отменен и заменен периодом отсрочки на один год. В 2016 году министр здравоохранения Мэгги Де Блок пообещала пересмотреть закон, используя новейшие научные открытия. В ноябре 2016 года она объявила, что запрет будет изменен в 2017 году, что позволит геям и бисексуальным мужчинам сдавать кровь после года воздержания от секса. Положение об этом было одобрено Советом Министров 28 апреля 2017 года.
В июне 2019 года Красный Крест Фландрии объявил, что запрещает трансгендерам сдавать кровь во Фландрии. После консультаций с медицинскими и ЛГБТ-группами он изменил курс и снял запрет 30 сентября 2019 года. Трансгендеры могут сдавать кровь с отсрочкой на три месяца после начала гормональной терапии и отсрочкой на 12 месяцев после последнего полового акта.
В 2019 году ЛГБТ-группы, финансируемые Министерством здравоохранения Фландрии, запустили проект по предотвращению самоубийств среди ЛГБТ под названием lumi.be и специальный веб-сайт по предотвращению суицидов трансгендеров под названием gendervonk.be.

## Условия жизни
ЛГБТ-люди в Бельгии в целом хорошо воспринимаются обществом. Существует сильное гей-сообщество с многочисленными гей-клубами, барами, заведениями и мероприятиями. Опрос, проведенный в 2006 году членами Европейского союза, показал, что 62 % бельгийцев поддерживают легализацию однополых браков во всей Европе. Евробарометр 2015 года показал, что 77 % бельгийцев считают, что однополые браки должны быть разрешены во всей Европе, 20 % были против.
Евробарометр 2019 показал, что 84 % бельгийцев считали, что геи и бисексуалы должны пользоваться теми же правами, что и гетеросексуалы, а 82 % поддерживали однополые браки.

### Политика

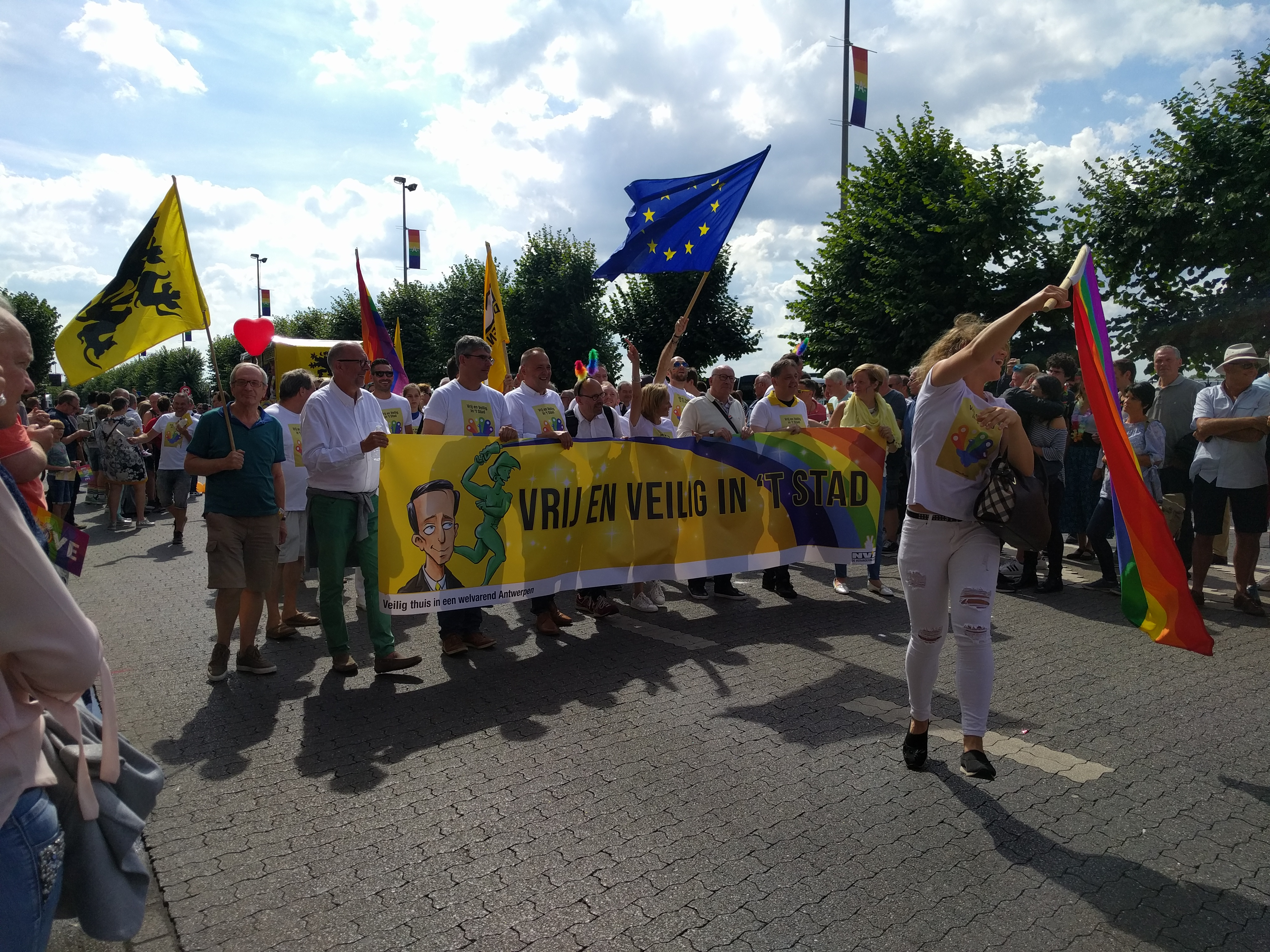
Новый фламандский альянс на гей-параде в Антверпене 2018 года под лозунгом «Бесплатно и безопасно в [нашем] городе»

Права ЛГБТ поддерживаются основными политическими партиями. При голосовании по законопроекту об однополых браках Фламандские либералы и демократы, Христианская народная партия, Социалистическая партия, Социалистическая партия (Фландрия), Эколо, Зелёные и Народный союз проголосовали, в целом, «за», за исключением нескольких воздержавшихся, в то время как Фламандский блок и Национальный фронт проголосовали против, партия Гуманистический демократический центр проголосовала против при нескольких воздержавшихся, а Реформистское движение проголосовало раздельно. Правая партия Фламандский интерес была против однополых браков и прав ЛГБТ в более широком смысле, но в последние годы смягчила свою позицию. В 2015 году лидер партии Том Ван Грикен заявил, что партия не будет проводить кампанию за отмену однополых браков. Член фламандского парламента Филипп Девинтер заявил газете De Standaard в 2014 году, что партия теперь одобряет однополые браки.
Некоторые политики являются открытыми геями, двумя яркими примерами являются бывший премьер-министр Бельгии Элио Ди Рупо и бывший министр образования Фландрии (в правительстве Петерса II) Паскаль Смет. ЛГБТ-члены фламандского парламента включают, среди прочих, Пита Де Бруйна (Новый фламандский альянс), Лорина Париса (Новый фламандский альянс) и мэра Веллена Эльс Робейнс.
2 апреля 2014 года фламандский парламент одобрил 96 голосами — «за» и 0 — «против» (при 15 воздержавшихся) резолюцию, внесенную депутатом Питом де Бруйна и поддержанную всеми политическими партиями, кроме партии Фламандский интерес, с призывом к правительству принять меры для поддержки и способствовать принятию трансгендеров в обществе.
На выборах в Европарламент 2014 года врач-гинеколог UZ Gent Петра Де Саттер была второй в списке кандидатов партии Зеленых, впервые бельгийский трансгендер стал кандидатом в парламент ЕС. Де Суттер была членом сената Бельгии с июня 2014 года, а после выборов 2019 года вошла в состав Европарламента от Партии зеленых Европы. Она покинула Европейский парламент в 2020 году и была приведена к присяге в качестве министра гражданской службы в октябре того же года. После выборов в Европейский парламент 2014 года Новый фламандский альянс подвергся критике за присоединение к парламентской группе европейских консерваторов и реформистов, в которую входят несколько правых гомофобных партий. Однако члены партии утверждали, что проголосуют за права ЛГБТ, и утверждали, что это была возможность изменить мнение других партий в этой группе.
В 2019 году Доминик Спинневин-Снеппе, недавно избранный член федерального парламента и член организации Фламандский интерес, был процитирован в интервью как критикующий однополые браки и усыновление однополыми парами. После возмущения общественности председатель партии Том Ван Грикен осудил его слова, заявив, что они не отражают его собственное мнение или мнение партии. Защищая его право на свободу слова, он утверждал, что Фламандский интерес не будет стремиться аннулировать какие-либо приобретенные права сообщества ЛГБТ.

### СМИ
Гомосексуальность широко приветствуется в СМИ. В популярных сериалах, таких как Thuis, Skam Belgique и wtFOCK (последние два являются адаптациями норвежского сериала Skam), представлены гомосексуальные персонажи.
Первым телеведущим, публично объявившим себя геем, был певец Уилл Ферди в 1970 году, когда эта тема все еще была табу.
В 2018 году журналист Бо Ван Спилбек совершил каминг-аут в качестве трансгендера. Это событие получило широкое освещение в СМИ.

## Движение за права ЛГБТ в Бельгии

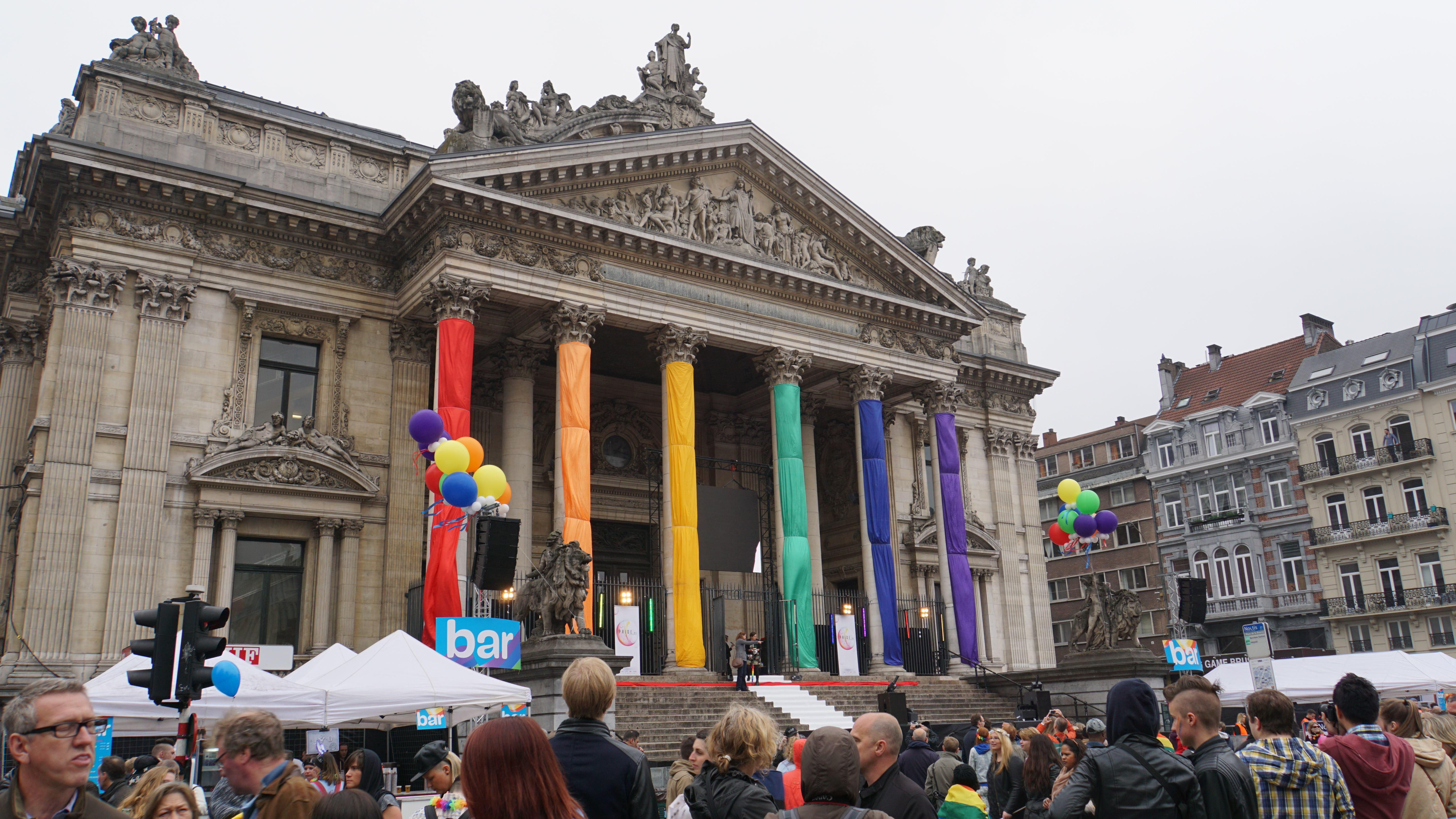
Здание Брюссельской фондовой биржи, украшенное радужными знаменами и флагами во время гей-парада в Бельгии в 2015 году

Бельгийские активисты-правозащитники объединены в несколько организаций; Avaria и Wel Jong Niet Hetero, две голландскоязычные организации во фламандском и брюссельском регионах, а также Федерация ассоциаций геев и лесбиянок во франкоговорящей Валлонии и Брюссельских регионах.
Активизм в защиту прав геев в Бельгии становится наиболее заметным благодаря гей-парадам. Гей-парады ежегодно проводятся в столице Бельгии Брюсселе с 1996 года, аналогичные мероприятия периодически проводились в предыдущие годы как в Брюсселе, так и в других городах. Хотя парады носят праздничный характер, они также используются для представления политической повестки дня гей-движения в виде списка требований. Список обновлялся несколько раз и включал требования антидискриминационных законов, включения гомосексуальных отношений в программу полового воспитания в старших классах и права на усыновление однополыми родителями.

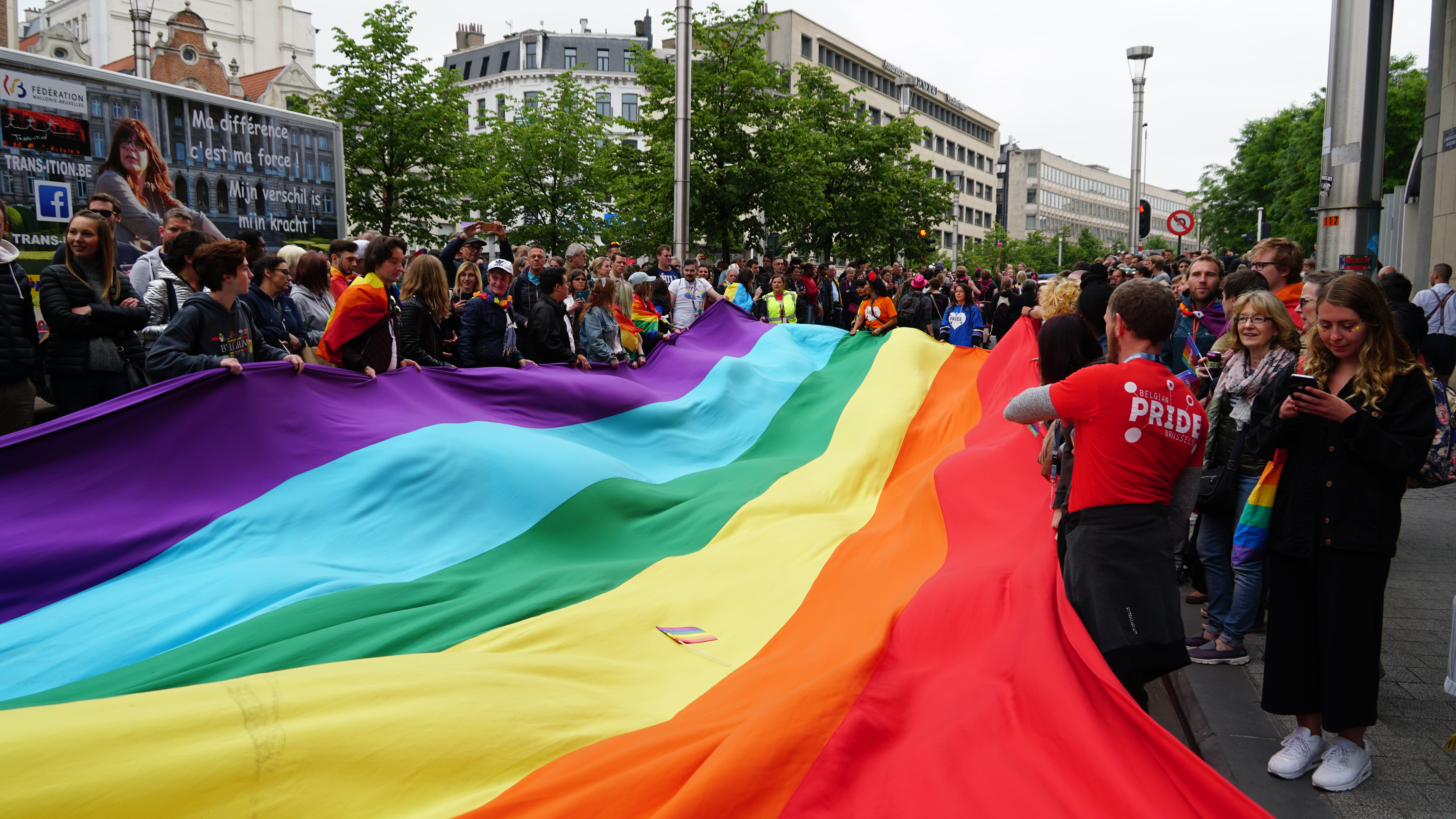
Участники гей-парада в Бельгии в 2018 году, Брюссель

В марше 2007 года некоторые участники были замечены с плакатом «Спасибо, Верхофштадт!» В связи с тем фактом, что однополые браки в Бельгии и другие реформы ЛГБТ были реализованы первыми двумя правительствами премьер-министра Ги Верхофстадта (член партии Открытые фламандские либералы и демократы), которые состояли соответственно из либералов, социалистов и зеленых.
До 1998 года марши проводились под названием Roze Zaterdag – Samedi Rose («Розовая суббота»). Название было принято для первого в истории бельгийского демонстрационного марша за права геев в 1979 году, взято из одноименной серии голландских гей-парадов, впервые проведенных в 1977 году. Марш 1979 года был организован 5 мая в Брюсселе с последующими маршами в следующие два года, соответственно, в Антверпене и Брюсселе. После этой первой короткой серии ежегодных мероприятий только в 1990 году было принято решение снова организовать марши регулярно, начиная с 5 мая в Антверпене, а затем раз в два года в Генте и снова в Антверпене. Последний выбор города был мотивирован так называемым «Черным воскресеньем», когда правая партия Vlaams Blok (ныне Vlaams Belang) одержала крупную победу на выборах в Антверпене. Затем в 1996 году "Розовая суббота" была перенесена на неопределенный срок в Брюссель и стала ежегодным мероприятием. В следующем году список требований впервые был ярко отображен на 10 больших транспарантах, которые участники несли на протяжении всего марша. В 1998 году название марша было изменено на «Бельгийский прайд лесбиянок и геев», а в 2009 году - на «Бельгийский прайд».
В 2013 году Антверпен был принимающим городом третьих World Outgames.
В параде бельгийского прайда 2019 года приняли участие около 100 000 человек.

## Итоговая таблица
| Легальность однополых сексуальных отношений                                 | (С 1795)                                |
| Равный возраст согласия                                                     | (за исключением периода с 1965 по 1985) |
| Антидискриминационные законы в сфере труда                                  | (С 2003)                                |
| Антидискриминационные законы в сфере услуг                                  | (С 2003)                                |
| Антидискриминационные законы в других сферах (вкл. косвенную дискриминацию) | (С 2003)                                |
| Однополые браки                                                             | (С 2003)                                |
| Законность однополых браков                                                 | (С 2000)                                |
| Усыновление как родных, так и приёмных детей                                | (С 2006)                                |
| Право служить в армии                                                       | Да                                      |
| Право на смену пола                                                         | (С 2007)                                |
| Право лесбиянок на ЭКО                                                      | Да                                      |
| Автоматическое предоставление родительских прав после рождения              | (С 2015)                                |
| Платное суррогатное материнство для гей-пар                                 | (Нет закона, регулирующего это право)   |
| МПСМ разрешено сдавать кровь                                                | Нет                                     |